# Autorité de protection des données à caractère personnel
Pour les articles homonymes, voir Commission nationale de l'informatique et des libertés (homonymie).
L'Autorité de protection des données à caractère personnel (APDP), nommée jusqu'en 2018[réf. nécessaire] Commission nationale de l'informatique et des libertés (CNIL), est une autorité administrative indépendante béninoise. L'APDP est chargée de veiller à ce que l’informatique soit au service du citoyen et qu’elle ne porte atteinte ni à l’identité humaine, ni aux droits de l’homme, ni à la vie privée, ni aux libertés individuelles ou publiques.

## Statut
L'APDP est une autorité administrative indépendante; Elle exerce une Mission de service public; Elle est dotée de la personnalité juridique, de l’autonomie administrative et de gestion; Elle ne reçoit d’instruction d’aucune autorité administrative et politique (art. 20); Le Président, le Vice-Président et le Secrétaire du bureau sont élus par les membres de la Commission; Les décisions de l'APDP peuvent faire l’objet de recours devant la juridiction administrative compétente; La plupart des Commissaires sont élus ou désignés par les assemblées ou les juridictions auxquelles ils appartiennent.
La commission se compose d’un collège pluraliste de 11 personnalités
- 3 parlementaires ;
- 3 représentants de la Cour Suprême élus par leurs pairs (2 magistrats et 1 membre de la Chambre des comptes) ;
- 2 personnalités qualifiées pour leur connaissance des Applications informatiques désignées par l’Assemblée Nationale en tenant compte de sa configuration politique ;
- 1 membre du Conseil économique et social élu par ses pairs ;
- 1 avocat ayant au moins 15 ans d’expérience, élus par ses pairs;
- 1 personnalité désignée en Conseil des Ministres par le président de la République.